# Kurt Thomas (generaal)
Kurt Thomas (Bünde, 2 maart 1896 – Middellandse Zee, 5 mei 1943) was een Duitse officier en Generalleutnant (postuum) tijdens de Tweede Wereldoorlog.

## Leven
Op 2 maart 1896 werd Kurt Thomas in Bünde geboren. Zijn vader was een Oberlandmesser. Zijn moeder was Johanna Thomas, geboren Beekmann. 

### Eerste Wereldoorlog
Op 15 augustus 1914, vlak na het begin van de Eerste Wereldoorlog, trad Thomas als Fahnenjunker in dienst van de Deutsches Heer. Hij werd bij het Pionier-Bataillon Nr. 10 geplaatst. Met het II./Hannoversches Pionier-Bataillon Nr. 10 werd hij op 31 oktober 1914 naar het front gestuurd. Daar werd hij op 14 juli 1915 tot Fähnrich bevorderd. Op 7 oktober 1915 werd Thomas tot Leutnant (zonder Patent) bevorderd. Tijdens de Eerste Wereldoorlog raakte hij gewond, en werd hiervoor met het Gewondeninsigne 1918 in het zwart onderscheiden. Hij werd ook met de beide klassen van het IJzeren Kruis 1914 onderscheiden. Na de oorlog werd hij ook vanaf december 1918 nog bij Hannoverse Pionier-Bataillon Nr. 10 ingezet.

### Interbellum
In de herfst van 1919 werd hij als Leutnant in de Reichswehr overgenomen. Begin april 1920 werd Thomas bij het 3. Kavallerie-Division (Reichswehr) geplaatst. Deze eenheid behoorde in het voorjaar van 1920 ook tot het 200.000 man sterke overgangsleger. Bij het opbouwen van het 100.000 man sterke Reichsheer van de Reichswehr, werd hij dan in het Kavallerie-Regiment 13 overgenomen. Bij deze eenheid werd hij als eskadronofficier ingezet. Op 1 juli 1922 kreeg hij zijn Patent van 1 september 1915 ontvangen. In het voorjaar van 1924 werd hij bij het opleidingseskadron van het Kavallerie-Regiment 13 in Hannover ingezet. In het voorjaar van 1925 behoorde hij tot het 2e eskadron van het Kavallerie-Regiment 13 tevens in Hannover gestationeerd. In deze eenheid werd Thomas in de zomer van 1925 tot Oberleutnant bevorderd. Zijn Rangdienstalter werd op 1 april 1925 vastgelegd. In 1927/1928 werd hij in de staf van het Kavallerie-Regiment 13, die tevens in Hannover gestationeerd was, opgenomen. Na een jaar, werd hij terug naar het 2e eskadron van het Kavallerie-Regiment 13 overgeplaatst. Hij werd voor de komende jaren met de leiding van het eskadron belast. Op 1 november 1930 werd hij tot Rittmeister bevorderd. Als zodanig werd hij nu ook benoemd tot chef van het 2e eskadron van het Kavallerie-Regiment 13 in Hannover benoemd. Op 1 oktober 1933 werd hij naar het Versuchs-Kommando van het 6. (Preuß.) Kraftfahr-Abteilung gecommandeerd. Bij de vergroting van de Reichswehr naar de Wehrmacht, behoorde hij op 1 oktober 1933 tot de Kraftfahr-Abteilung Kassel. Bij het blootgeven van de eenheden, werd Thomas op 15 oktober 1935 bij de 3e Pantserbrigade in Berlijn geplaatst. Bij deze eenheid werkte hij voor de komende twee jaren als adjudant. Als gevolg van zijn functie als adjudant werd hij op 1 december 1935 tot Major bevorderd. Op 7 juni 1937 trouwde hij met Gerda Boll. Op 12 oktober 1937 werd hij tot commandant van de 65e Pantserafdeling op de  Truppenübungsplatz (militair oefenterrein) Senne benoemd. Deze locatie was alleen bedoeld als tijdelijke locatie. Later zou hij met zijn eenheid naar Iserlohn worden verplaatst. Op 1 januari 1939 werd Thomas tot Oberstleutnant bevorderd. 

### Tweede Wereldoorlog
Tijdens het begin van de Tweede Wereldoorlog in de zomer van 1939, voerde hij zijn 65e Pantserafdeling als onderdeel van de 1e Lichte divisie tijdens de Poolse Veldtocht aan. Voor de acties tijdens de Poolse Veldtocht, werd Thomas met beide klasse van het Herhalingsgesp bij IJzeren Kruis 1939 onderscheiden. Eind 1939 droeg hij zijn commando weer over. Hij werd op 1 januari 1940 tot commandant van de  Panzer-Ersatz-Abteilung 1 in Erfurt benoemd. Na twee weken gaf hij zijn commando weer af, en werd in het Führerreserve geplaatst. Op 22 januari 1940 werd Thomas tot commandant van het Führerbegleitbatailon benoemd. Midden februari 1940 werd hij als opvolger van Generalmajor Erwin Rommel tot commandant van het Führer-Haupt-Quartier (FHQ) benoemd. Deze functie bekleedde hij vervolgens voor de komende jaren. Aanvankelijk was hij voor het uitbouwen van het Felsennest in Rodert verantwoordelijk. Begin juni 1940 verplaatste het FHQ zich naar de Wolfsschlucht I. Vanaf eind juni 1941 was hij voor de Wolfsschanze bij Rastenburg verantwoordelijk. Op 1 december 1941 werd hij tot Oberst bevorderd. Op 7 december 1941 kreeg hij het Patent van 1 oktober 1940. In de zomer van 1942 gaf hij zijn commando van het FHQ weer aan de Oberstleutnant Gustav Streve over. Begin oktober 1942 werd hij met het commando van de 999e Afrikabrigade belast. Vanaf februari 1943 werd hij bij de vergroting van zijn brigade tot de 999e Lichte Afrikadivisie met de leiding over deze verbanden belast. Op 1 april 1943 werd Thomas tot Generalmajor bevorderd. Met deze bevordering werd hij ook meteen tot commandant van de 999e Lichte Afrikadivisie benoemd.
Overlijden
In de nacht van 5 op 6 mei 1943 verdween het vliegtuig met Kurt Thomas erin tijdens een vlucht over de Middellandse Zee tussen Sardinië en Tunesië. Zijn verkleinde divisiestaf werd met twee vliegtuigen in de nacht naar Afrika overgebracht, en door een Britse nachtjager aangevallen. Thomas werd postuum op 1 oktober 1943 tot Generalleutnant bevorderd.

## Militaire carrière
- Generalleutnant: 1 oktober 1943 (Rangdienstalter 1 mei 1943) (Postuum)[4][5]
- Generalmajor: 1 april 1943[4][5]
- Oberst: 1 december 1941[4][5]
- Oberstleutnant: 1 januari 1939[4][5]
- Major: 1 december 1935[4][5]
- Rittmeister: 1 november 1930[4][5]
- Oberleutnant: 31 juli 1925 (met RDA van 1 april 1925)[4][5]
- Leutnant: 7 oktober 1915 (zonder Patent), (nieuwe RDA van 1 september 1915)[4][5]
- Fähnrich: 14 juli 1915[4][5]
- Fahnenjunker: 15 augustus 1914[4][5]

## Onderscheidingen
- IJzeren Kruis 1914, 1e Klasse[5] en 2e Klasse[5]
- Herhalingsgesp bij IJzeren Kruis 1939, 1e Klasse en 2e Klasse
- Gewondeninsigne 1918 in zwart[5]
- Mouwband Führerhauptquartier
- Mouwband Grossdeutschland